# الدر اسکورولز: آرینا
الدر اسکورولز: آرینا (به انگلیسی: The Elder Scrolls: Arena) یک بازی ویدئویی جهان باز به سبک نقش‌آفرینی اکشن است که توسط بتزدا سافت‌ورکز در مارس سال ۱۹۹۴ برای سیستم عامل ام‌اس-داس ساخته و منتشر شده‌است. این اولین قسمت در مجموعه بازی‌های نقش‌آفرینی الدر اسکورولز می‌باشد و همچنین اولین عنوانی بود که وقایع آن در دنیای ساختگی تامریل رخ می‌داد. در الدر اسکورولز: آرینا بازیکن باید با به دست آوردن هشت قطعه از چوب‌دستی خائوس، امپراتور را از زندان چند بعدی خود رها نماید. بازی دارای بیش از ۴۰۰ شهر و روستا، هزاران جادوی مختلف و انبوهی از افسون‌ها برای خلق کردن است.
دنبالهٔ این بازی تحت عنوان الدر اسکورولز ۲: دگرفال در سال ۱۹۹۶ عرضه شد.